# Josephus Platenkamp
Josephus Dominicus Maria Platenkamp (* 1951) ist ein niederländischer Ethnologe.

## Leben
Er erwarb 1975 den Kandidat in Sozialanthropologie an der Universität Leiden, 1978 den Doctorandus in Sozialanthropologie (Hauptfach), Ökologie und Ökonomie (Nebenfächer), Universität Leiden und 1988 den Doktor in Sozialwissenschaften an der Universität Leiden. Seit 1993 war Professor für Ethnologie an der Universität Münster.

## Schriften (Auswahl)
- The Jonglei Canal. Its impact on an integrated system in the southern Sudan. Leiden 1978, OCLC 5622186.
- Tobelo. Ideas and values of a North Moluccan society. Leiden 1988, ISBN 90-6624-084-9.